# أوسكار دين
أوسكار دين (30 أبريل 1886 في أستراليا - 11 مايو 1962) (بالإنجليزية: Oscar Dean)‏ هو لاعب كريكت أسترالي.

## وصلات خارجية
- أوسكار دين على موقع إي آس بي آن كريك إنفو (الإنجليزية)